# Furtei
Furtei là một đô thị ở tỉnh Sud Sardegna trong vùng Sardegna của Ý, cách khoảng 40 km về phía tây bắc của Cagliari và khoảng 4 km về phía đông của Sanluri. Tại thời điểm ngày 31 tháng 12 năm 2004, đô thị này có dân số 1.657 người và diện tích là 26,1 km².
Furtei giáp các đô thị: Guasila, Samassi, Sanluri, Segariu, Serrenti, Villamar.